# Matchroom League 1989
Die Matchroom League 1989 war ein zur Snooker-Saison 1988/89 gehörendes Snookerturnier. Die Liga wurde vom Januar 1989 bis zum 14. Mai 1989 ohne Sponsor ausgetragen. Der erste Platz ging an Steve Davis, auf dem zweiten Platz landete John Parrott. Der Kanadier Cliff Thorburn spielte am 8. März 1989 in seinem Gruppenspiel gegen Jimmy White im vierten Frame das achte offiziell anerkannte Maximum Break.

## Preisgeld
Insgesamt gab es 215.00 ₤ Preisgeld, wovon 70.000 ₤ an den Sieger gingen. Es gab keine Prämie für das höchste Break.
|           | Preisgeld |
| --------- | --------- |
| Platz 1   | 70.000 ₤  |
| Platz 2   | 30.000 ₤  |
| Platz 3   | 25.000 ₤  |
| Platz 4   | 20.000 ₤  |
| Platz 5   | 17.000 ₤  |
| Platz 6   | 15.000 ₤  |
| Platz 7   | 13.000 ₤  |
| Platz 8   | 11.000 ₤  |
| Platz 9   | 9.000 ₤   |
| Platz 10  | 5.000 ₤   |
| Insgesamt | 215.000 ₤ |

## Turnier

### Spiele
In jedem der 45 Spiele wurden 8 Frames gespielt, sodass es zu Unentschieden kommen konnte.
| Spiel | Spieler 1      | Ergebnis | Spieler 2       |
| ----- | -------------- | -------- | --------------- |
| 1     | Jimmy White    | 4:4      | Willie Thorne   |
| 2     | Jimmy White    | 26:26    | Steve Davis     |
| 3     | Jimmy White    | 35:35    | Alex Higgins    |
| 4     | Jimmy White    | 35:35    | Terry Griffiths |
| 5     | Jimmy White    | 4:4      | John Parrott    |
| 6     | Willie Thorne  | 35:35    | Terry Griffiths |
| 7     | Willie Thorne  | 35:35    | Alex Higgins    |
| 8     | Tony Meo       | 4:4      | Willie Thorne   |
| 9     | Willie Thorne  | 4:4      | Neal Foulds     |
| 10    | Cliff Thorburn | 17:17    | Jimmy White     |
| 11    | Cliff Thorburn | 35:35    | Neal Foulds     |
| 12    | Cliff Thorburn | 35:35    | Willie Thorne   |
| 13    | Cliff Thorburn | 35:35    | Alex Higgins    |
| 14    | Cliff Thorburn | 35:35    | Stephen Hendry  |
| 15    | John Parrott   | 17:17    | Alex Higgins    |
| 16    | John Parrott   | 17:17    | Cliff Thorburn  |
| 17    | John Parrott   | 26:26    | Tony Meo        |
| 18    | John Parrott   | 35:35    | Neal Foulds     |
| 19    | John Parrott   | 35:35    | Willie Thorne   |
| 20    | John Parrott   | 35:35    | Terry Griffiths |
| 21    | Tony Meo       | 4:4      | Cliff Thorburn  |
| 22    | Tony Meo       | 35:35    | Terry Griffiths |
| 23    | Tony Meo       | 35:35    | Jimmy White     |

| Spiel | Spieler 1      | Ergebnis | Spieler 2       |
| ----- | -------------- | -------- | --------------- |
| 1     | Jimmy White    | 4:4      | Willie Thorne   |
| 2     | Jimmy White    | 26:26    | Steve Davis     |
| 3     | Jimmy White    | 35:35    | Alex Higgins    |
| 4     | Jimmy White    | 35:35    | Terry Griffiths |
| 5     | Jimmy White    | 4:4      | John Parrott    |
| 6     | Willie Thorne  | 35:35    | Terry Griffiths |
| 7     | Willie Thorne  | 35:35    | Alex Higgins    |
| 8     | Tony Meo       | 4:4      | Willie Thorne   |
| 9     | Willie Thorne  | 4:4      | Neal Foulds     |
| 10    | Cliff Thorburn | 17:17    | Jimmy White     |
| 11    | Cliff Thorburn | 35:35    | Neal Foulds     |
| 12    | Cliff Thorburn | 35:35    | Willie Thorne   |
| 13    | Cliff Thorburn | 35:35    | Alex Higgins    |
| 14    | Cliff Thorburn | 35:35    | Stephen Hendry  |
| 15    | John Parrott   | 17:17    | Alex Higgins    |
| 16    | John Parrott   | 17:17    | Cliff Thorburn  |
| 17    | John Parrott   | 26:26    | Tony Meo        |
| 18    | John Parrott   | 35:35    | Neal Foulds     |
| 19    | John Parrott   | 35:35    | Willie Thorne   |
| 20    | John Parrott   | 35:35    | Terry Griffiths |
| 21    | Tony Meo       | 4:4      | Cliff Thorburn  |
| 22    | Tony Meo       | 35:35    | Terry Griffiths |
| 23    | Tony Meo       | 35:35    | Jimmy White     |

| Spiel | Spieler 1       | Ergebnis | Spieler 2       |
| ----- | --------------- | -------- | --------------- |
| 24    | Tony Meo        | 4:4      | Neal Foulds     |
| 25    | Alex Higgins    | 4:4      | Tony Meo        |
| 26    | Stephen Hendry  | 26:26    | Terry Griffiths |
| 27    | Stephen Hendry  | 26:26    | Jimmy White     |
| 28    | Stephen Hendry  | 35:35    | Willie Thorne   |
| 29    | Stephen Hendry  | 35:35    | Alex Higgins    |
| 30    | Stephen Hendry  | 35:35    | John Parrott    |
| 31    | Stephen Hendry  | 35:35    | Tony Meo        |
| 32    | Stephen Hendry  | 4:4      | John Parrott    |
| 33    | Terry Griffiths | 26:26    | Neal Foulds     |
| 34    | Terry Griffiths | 35:35    | Alex Higgins    |
| 35    | Terry Griffiths | 35:35    | Cliff Thorburn  |
| 36    | Neal Foulds     | 17:17    | Jimmy White     |
| 37    | Neal Foulds     | 35:35    | Alex Higgins    |
| 38    | Steve Davis     | 17:17    | Terry Griffiths |
| 39    | Steve Davis     | 17:17    | Willie Thorne   |
| 40    | Steve Davis     | 26:26    | Tony Meo        |
| 41    | Steve Davis     | 26:26    | Cliff Thorburn  |
| 42    | Steve Davis     | 35:35    | Stephen Hendry  |
| 43    | Steve Davis     | 35:35    | John Parrott    |
| 44    | Steve Davis     | 35:35    | Neal Foulds     |
| 45    | Steve Davis     | 35:35    | Alex Higgins    |

| Spiel | Spieler 1       | Ergebnis | Spieler 2       |
| ----- | --------------- | -------- | --------------- |
| 24    | Tony Meo        | 4:4      | Neal Foulds     |
| 25    | Alex Higgins    | 4:4      | Tony Meo        |
| 26    | Stephen Hendry  | 26:26    | Terry Griffiths |
| 27    | Stephen Hendry  | 26:26    | Jimmy White     |
| 28    | Stephen Hendry  | 35:35    | Willie Thorne   |
| 29    | Stephen Hendry  | 35:35    | Alex Higgins    |
| 30    | Stephen Hendry  | 35:35    | John Parrott    |
| 31    | Stephen Hendry  | 35:35    | Tony Meo        |
| 32    | Stephen Hendry  | 4:4      | John Parrott    |
| 33    | Terry Griffiths | 26:26    | Neal Foulds     |
| 34    | Terry Griffiths | 35:35    | Alex Higgins    |
| 35    | Terry Griffiths | 35:35    | Cliff Thorburn  |
| 36    | Neal Foulds     | 17:17    | Jimmy White     |
| 37    | Neal Foulds     | 35:35    | Alex Higgins    |
| 38    | Steve Davis     | 17:17    | Terry Griffiths |
| 39    | Steve Davis     | 17:17    | Willie Thorne   |
| 40    | Steve Davis     | 26:26    | Tony Meo        |
| 41    | Steve Davis     | 26:26    | Cliff Thorburn  |
| 42    | Steve Davis     | 35:35    | Stephen Hendry  |
| 43    | Steve Davis     | 35:35    | John Parrott    |
| 44    | Steve Davis     | 35:35    | Neal Foulds     |
| 45    | Steve Davis     | 35:35    | Alex Higgins    |

### Tabelle
Quellen:
| Pos. | Spieler         | Gegner | Gegner | Gegner | Gegner | Gegner | Gegner | Gegner | Gegner | Gegner | Gegner | Partien | Frames | Punkte |
| ---- | --------------- | ------ | ------ | ------ | ------ | ------ | ------ | ------ | ------ | ------ | ------ | ------- | ------ | ------ |
| Pos. | Spieler         | DAV    | PAR    | HEN    | THO    | WHI    | MEO    | FOU    | THO    | GRI    | HIG    | Partien | Frames | Punkte |
| 1    | Steve Davis     |        | 5      | 5      | 6      | 2      | 6      | 5      | 7      | 7      | 5      | 8:0:1   | 48:24  | 16     |
| 2    | John Parrott    | 3      |        | 3      | 7      | 4      | 6      | 5      | 5      | 5      | 7      | 6:1:2   | 45:27  | 13     |
| 3    | Stephen Hendry  | 3      | 5      |        | 3      | 6      | 5      | 4      | 5      | 6      | 5      | 6:1:2   | 42:30  | 13     |
| 4    | Cliff Thorburn  | 2      | 1      | 5      |        | 7      | 4      | 5      | 5      | 3      | 5      | 5:1:3   | 37:35  | 11     |
| 5    | Jimmy White     | 6      | 4      | 2      | 1      |        | 3      | 1      | 4      | 4      | 5      | 3:2:4   | 31:41  | 8      |
| 6    | Tony Meo        | 2      | 2      | 3      | 4      | 5      |        | 4      | 4      | 5      | 4      | 2:4:3   | 33:39  | 8      |
| 7    | Neal Foulds     | 3      | 3      | 4      | 3      | 7      | 4      |        | 4      | 2      | 5      | 2:3:4   | 35:37  | 7      |
| 8    | Willie Thorne   | 1      | 3      | 3      | 3      | 4      | 4      | 4      |        | 5      | 5      | 2:3:4   | 32:40  | 7      |
| 9    | Terry Griffiths | 1      | 3      | 2      | 5      | 3      | 3      | 6      | 3      |        | 5      | 3:0:6   | 31:41  | 6      |
| 10   | Alex Higgins    | 3      | 1      | 3      | 3      | 3      | 4      | 3      | 3      | 3      |        | 0:1:8   | 26:46  | 1      |

## Century Breaks
Das höchste Break spielte Cliff Thorburn mit einem Maximum Break, das damit das achte offiziell anerkannte Maximum war. Insgesamt wurden 21 Centurys von neun Spielern gespielt, nur Stephen Hendry war erfolglos.
| Cliff Thorburn | 147, 119, 112      |
| Alex Higgins   | 137                |
| John Parrott   | 137, 104           |
| Tony Meo       | 135, 120, 109, 105 |
| Neal Foulds    | 127, 125, 107      |

| Steve Davis     | 119 (2×), 103 |
| Terry Griffiths | 115, 100      |
| Willie Thorne   | 110, 109      |
| Jimmy White     | 104           |